# Camp d'en Grassot i Gràcia Nova
El Camp d'en Grassot i Gràcia Nova és un dels barris del districte de Gràcia de Barcelona, delimitat pels carrers de Rosselló, Sardenya, Camèlies, Escorial, Travessera de Gràcia, Bailèn, Provença i Passeig de Sant Joan. L'edifici més emblemàtic és l'antiga fàbrica de La Sedeta, ara convertida en institut de secundària i centre cívic. El barri celebra la seva pròpia festa major al final de juny o principi de juliol.

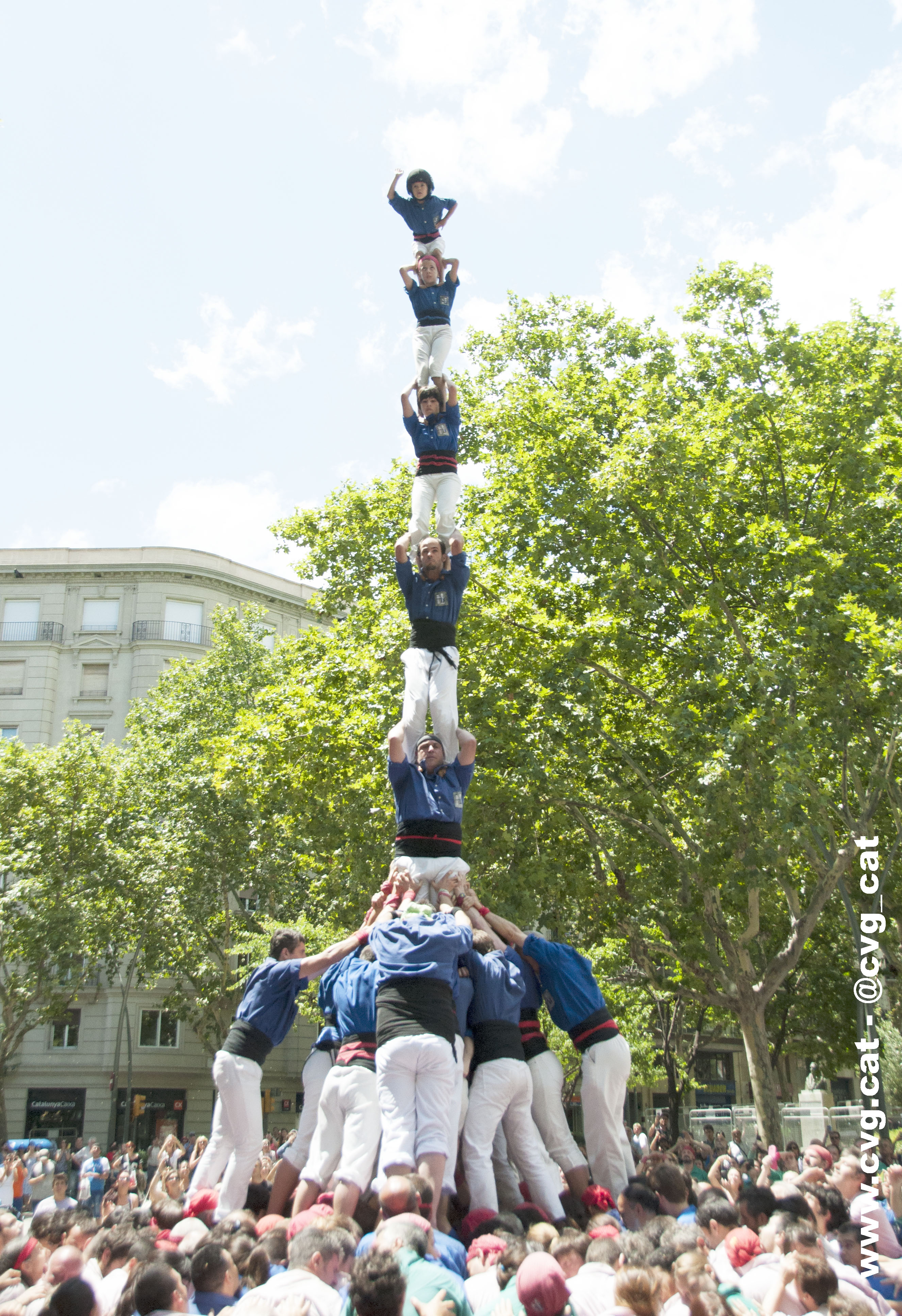
Pilar de 7 amb folre dels Castellers de la Vila de Gràcia durant la Festa Major del Camp d'en Grassot del 2014

A la part més alta del barri els carrers d'Escorial, Camèlies, Sardenya i Pi i Margall, hi ha el veïnat de Ca l'Alegre de Dalt, caracteritzada per una urbanització diferent, amb edificis més recents. En aquestes zones es concentra l'aspecte del barri més comercial, gràcies a l'eix comercial propi conegut com a Gràcia Nova.

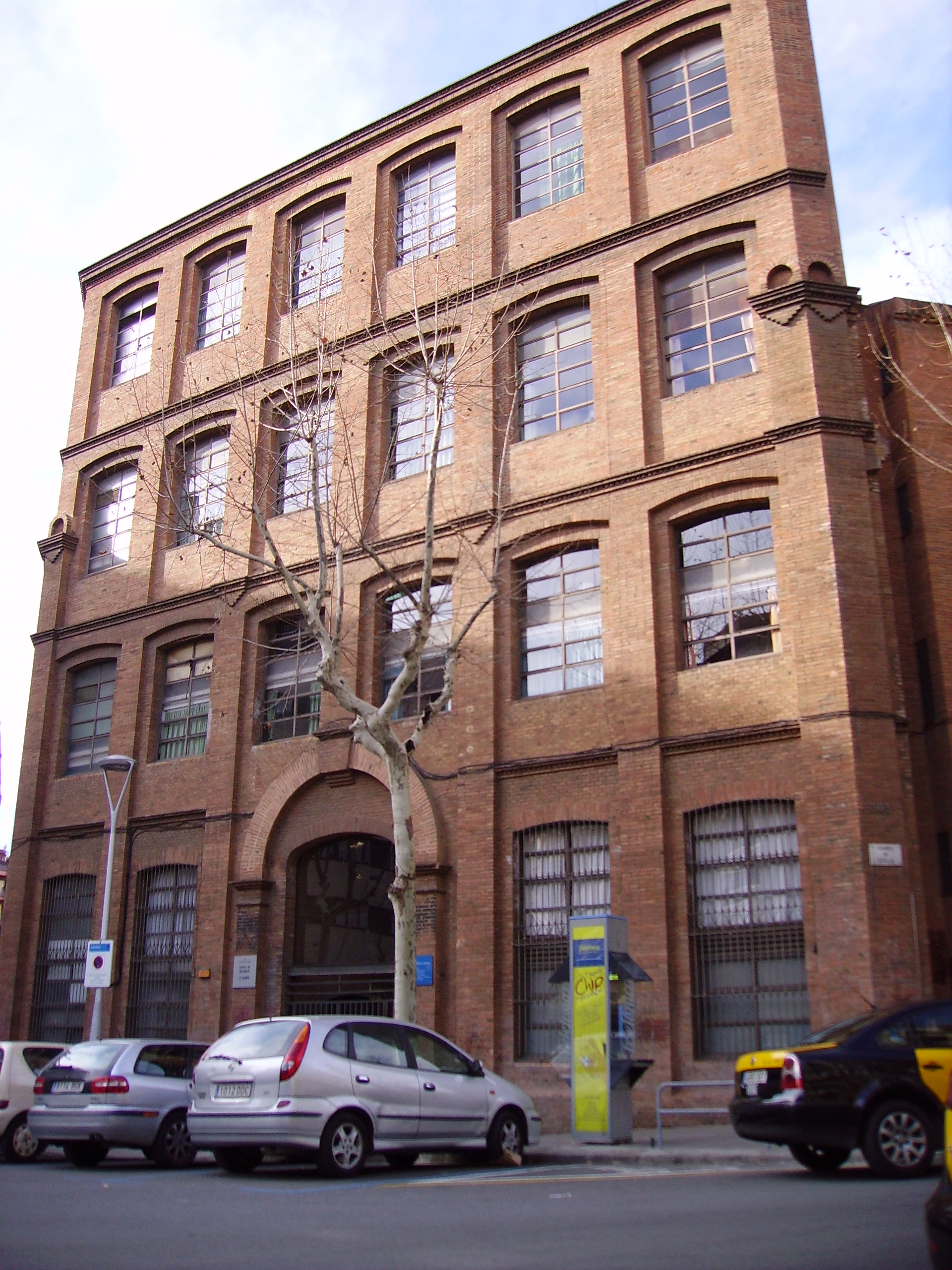
Façana de La Sedeta

Una de les entitats més destacades del barri és el Club Esportiu Europa, que actualment juga en la tercera divisió de futbol.

## Història
El Camp d'en Grassot era una zona rural a l'extrem del municipi de Gràcia situada a la zona fronterera amb Barcelona i Sant Martí de Provençals (Guinardó). A partir de 1860, va ser urbanitzat pels seus propietaris, el principal dels quals fou Jeroni Grassot, que decidí seguir el traçat del Pla Cerdà.
L'antiga fàbrica de La Sedeta fou creada l'any 1899 i va estar en funcionament fins a l'any 1976. L'any 1978 va ser adquirida per l'Ajuntament de Barcelona. A part d'ella, també hi va haver altres fàbriques en aquella època, com ara la Casa Pujol i Casacuberta. Aquestes fàbriques s'hi instal·laren tot buscant les aigües subterrànies dels torrents existents.
Entre 1904 i 1913, s'hi va construir l'església de l'Immaculat Cor de Maria al costat del col·legi Claret.